# Leigh (circonscription britannique)

Leigh dans le Grand Manchester.

La circonscription de Leigh  est une circonscription électorale anglaise située dans le Grand Manchester et représentée à la Chambre des communes du Parlement britannique.